# Otto Abraham
Otto Abraham (* 31. Mai 1872 in Berlin; † 24. Januar 1926 ebenda) war ein deutscher Ton- bzw. Musikpsychologe.

## Leben
Abraham studierte in Berlin Humanmedizin und Naturwissenschaften. 1894 promovierte er in Berlin zum Dr. med. Ab 1896 arbeitete er als Assistent am Berliner Psychologischen Institut unter Carl Stumpf. Er verwaltete mit Erich Moritz von Hornbostel dessen Phonogrammarchiv.

## Werke (in Auswahl)
- Das absolute Tonbewußtsein (SIMG III. 1901/1902 und VIII 1906/1907)
- Studien über das Tonsystem und die Musik der Japaner (mit E. v. Hornbostel, SIMG IV, 1902/1903)
- Über die Bedeutung des Phonographen für die vergleichende Musikwissenschaft (1904)

## Bemerkungen
1. ↑  Der Begriff Musikpsychologie bzw. Musikpsychologe wurde erst 1931 von Ernst Kurth eingeführt.

| Personendaten    | Personendaten                                |
| ---------------- | -------------------------------------------- |
| NAME             | Abraham, Otto                                |
| ALTERNATIVNAMEN  | Abraham, Otto Salomon; Abraham, Salomon Otto |
| KURZBESCHREIBUNG | deutscher Musikpsychologe                    |
| GEBURTSDATUM     | 31. Mai 1872                                 |
| GEBURTSORT       | Berlin                                       |
| STERBEDATUM      | 24. Januar 1926                              |
| STERBEORT        | Berlin                                       |